# 1742年

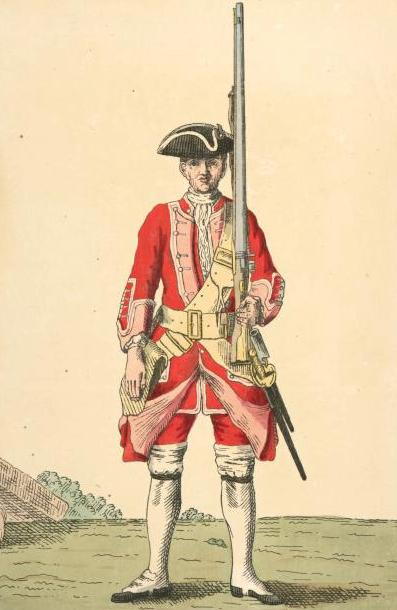
イギリス陸軍第22連隊　1742年

1742年（1742 ねん）は、西暦（グレゴリオ暦）による、月曜日から始まる平年。

## 他の紀年法
- 干支 : 壬戌
- 日本
  - 寛保2年
  - 皇紀2402年
- 中国
  - 清 : 乾隆7年
- 朝鮮
  - 李氏朝鮮 : 英祖18年
  - 檀紀4075年
- ベトナム
  - 後黎朝 : 景興3年
- 仏滅紀元 : 2284年 - 2285年
- イスラム暦 : 1154年 - 1155年
- ユダヤ暦 : 5502年 - 5503年
- ユリウス暦 : 1741年12月21日 - 1742年12月20日

## カレンダー
| 1月 |    |    |    |    |    |    |
| 日  | 月 | 火 | 水 | 木 | 金 | 土 |
|     | 1  | 2  | 3  | 4  | 5  | 6  |
| 7   | 8  | 9  | 10 | 11 | 12 | 13 |
| 14  | 15 | 16 | 17 | 18 | 19 | 20 |
| 21  | 22 | 23 | 24 | 25 | 26 | 27 |
| 28  | 29 | 30 | 31 |    |    |    |
|     |    |    |    |    |    |    |

| 2月 |    |    |    |    |    |    |
| 日  | 月 | 火 | 水 | 木 | 金 | 土 |
|     |    |    |    | 1  | 2  | 3  |
| 4   | 5  | 6  | 7  | 8  | 9  | 10 |
| 11  | 12 | 13 | 14 | 15 | 16 | 17 |
| 18  | 19 | 20 | 21 | 22 | 23 | 24 |
| 25  | 26 | 27 | 28 |    |    |    |
|     |    |    |    |    |    |    |

| 3月 |    |    |    |    |    |    |
| 日  | 月 | 火 | 水 | 木 | 金 | 土 |
|     |    |    |    | 1  | 2  | 3  |
| 4   | 5  | 6  | 7  | 8  | 9  | 10 |
| 11  | 12 | 13 | 14 | 15 | 16 | 17 |
| 18  | 19 | 20 | 21 | 22 | 23 | 24 |
| 25  | 26 | 27 | 28 | 29 | 30 | 31 |
|     |    |    |    |    |    |    |

| 4月 |    |    |    |    |    |    |
| 日  | 月 | 火 | 水 | 木 | 金 | 土 |
| 1   | 2  | 3  | 4  | 5  | 6  | 7  |
| 8   | 9  | 10 | 11 | 12 | 13 | 14 |
| 15  | 16 | 17 | 18 | 19 | 20 | 21 |
| 22  | 23 | 24 | 25 | 26 | 27 | 28 |
| 29  | 30 |    |    |    |    |    |
|     |    |    |    |    |    |    |

| 5月 |    |    |    |    |    |    |
| 日  | 月 | 火 | 水 | 木 | 金 | 土 |
|     |    | 1  | 2  | 3  | 4  | 5  |
| 6   | 7  | 8  | 9  | 10 | 11 | 12 |
| 13  | 14 | 15 | 16 | 17 | 18 | 19 |
| 20  | 21 | 22 | 23 | 24 | 25 | 26 |
| 27  | 28 | 29 | 30 | 31 |    |    |
|     |    |    |    |    |    |    |

| 6月 |    |    |    |    |    |    |
| 日  | 月 | 火 | 水 | 木 | 金 | 土 |
|     |    |    |    |    | 1  | 2  |
| 3   | 4  | 5  | 6  | 7  | 8  | 9  |
| 10  | 11 | 12 | 13 | 14 | 15 | 16 |
| 17  | 18 | 19 | 20 | 21 | 22 | 23 |
| 24  | 25 | 26 | 27 | 28 | 29 | 30 |
|     |    |    |    |    |    |    |

| 7月 |    |    |    |    |    |    |
| 日  | 月 | 火 | 水 | 木 | 金 | 土 |
| 1   | 2  | 3  | 4  | 5  | 6  | 7  |
| 8   | 9  | 10 | 11 | 12 | 13 | 14 |
| 15  | 16 | 17 | 18 | 19 | 20 | 21 |
| 22  | 23 | 24 | 25 | 26 | 27 | 28 |
| 29  | 30 | 31 |    |    |    |    |
|     |    |    |    |    |    |    |

| 8月 |    |    |    |    |    |    |
| 日  | 月 | 火 | 水 | 木 | 金 | 土 |
|     |    |    | 1  | 2  | 3  | 4  |
| 5   | 6  | 7  | 8  | 9  | 10 | 11 |
| 12  | 13 | 14 | 15 | 16 | 17 | 18 |
| 19  | 20 | 21 | 22 | 23 | 24 | 25 |
| 26  | 27 | 28 | 29 | 30 | 31 |    |
|     |    |    |    |    |    |    |

| 9月 |    |    |    |    |    |    |
| 日  | 月 | 火 | 水 | 木 | 金 | 土 |
|     |    |    |    |    |    | 1  |
| 2   | 3  | 4  | 5  | 6  | 7  | 8  |
| 9   | 10 | 11 | 12 | 13 | 14 | 15 |
| 16  | 17 | 18 | 19 | 20 | 21 | 22 |
| 23  | 24 | 25 | 26 | 27 | 28 | 29 |
| 30  |    |    |    |    |    |    |
|     |    |    |    |    |    |    |

| 10月 |    |    |    |    |    |    |
| 日   | 月 | 火 | 水 | 木 | 金 | 土 |
|      | 1  | 2  | 3  | 4  | 5  | 6  |
| 7    | 8  | 9  | 10 | 11 | 12 | 13 |
| 14   | 15 | 16 | 17 | 18 | 19 | 20 |
| 21   | 22 | 23 | 24 | 25 | 26 | 27 |
| 28   | 29 | 30 | 31 |    |    |    |
|      |    |    |    |    |    |    |

| 11月 |    |    |    |    |    |    |
| 日   | 月 | 火 | 水 | 木 | 金 | 土 |
|      |    |    |    | 1  | 2  | 3  |
| 4    | 5  | 6  | 7  | 8  | 9  | 10 |
| 11   | 12 | 13 | 14 | 15 | 16 | 17 |
| 18   | 19 | 20 | 21 | 22 | 23 | 24 |
| 25   | 26 | 27 | 28 | 29 | 30 |    |
|      |    |    |    |    |    |    |

| 12月 |    |    |    |    |    |    |
| 日   | 月 | 火 | 水 | 木 | 金 | 土 |
|      |    |    |    |    |    | 1  |
| 2    | 3  | 4  | 5  | 6  | 7  | 8  |
| 9    | 10 | 11 | 12 | 13 | 14 | 15 |
| 16   | 17 | 18 | 19 | 20 | 21 | 22 |
| 23   | 24 | 25 | 26 | 27 | 28 | 29 |
| 30   | 31 |    |    |    |    |    |
|      |    |    |    |    |    |    |

## できごと

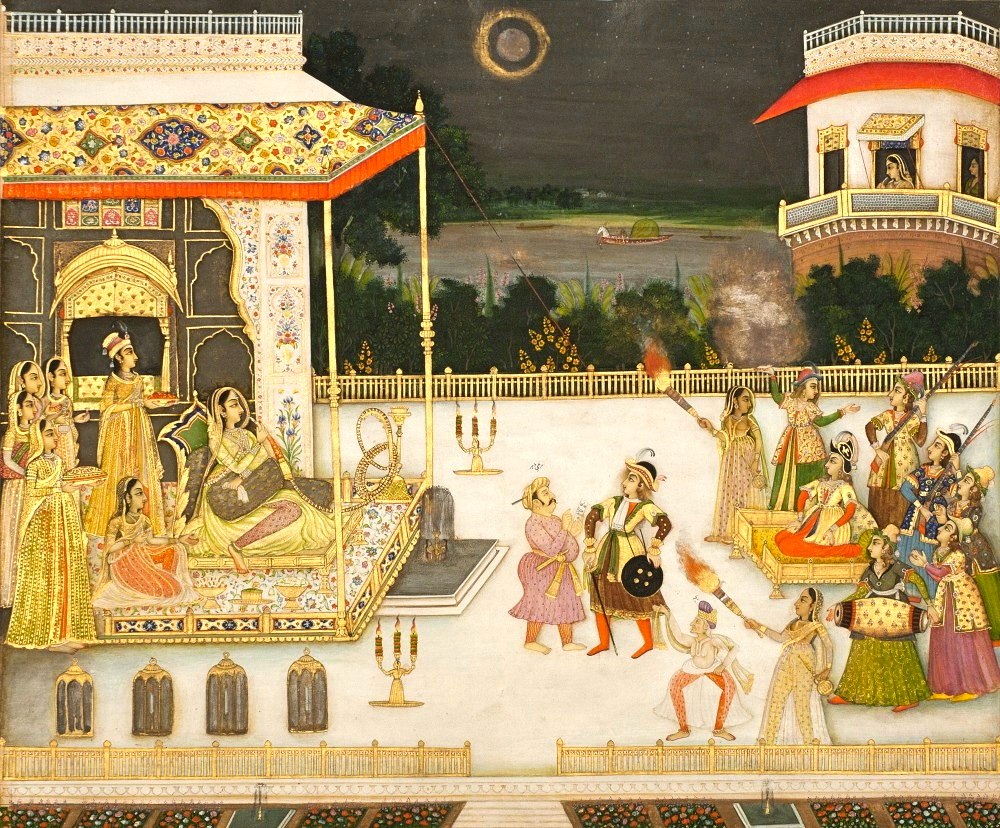
花火と踊りを楽しむクドシア・ベーグム（ムハンマド・シャー王妃） ミール・カラン・カーン（Mir Kalan Khan）筆

- スウェーデン - アンデルス・セルシウスが、スウェーデン王立科学アカデミーに投稿した論文のなかで、実用的温度計を提唱[1]。これが現在のセルシウス度の基となった。
- グレートブリテン王国
  - イングランド - チャールズ・ジャーヴァスによる英訳版『ドン・キホーテ』が、ジャーヴァスの死後3年経ってから出版。出版社のミスで著者名が「Charles Jervas」ではなく「Charles Jarvis」とされたことで『ジャービス版ドン・キホーテ』と呼ばれる。史上最も原文に忠実な英語版として高く評価された。
  - スコットランド - 
    - エディンバラで世界初のスケートクラブ、エディンバラ・スケーティング・クラブ（英語版）が結成。
    - コリン・マクローリンが『導関数論』（"Treatise on Fluxions"）を出版。

  - ガーンジー - ダニエル・ル・ペリー（英語版）が、父であるニコラス・ル・ペリー（英語版）の跡を継いでサーク領主（英語版）となる。
- ロシア - 
  - 宮廷でロプーヒナ陰謀事件（英語版）起こる。
  - イルクーツクに日本航海学校創立[2]
  - ロシア・スウェーデン戦争において、フィンランドを占領。フィンランド王国 (1742年)（英語版）が一時的に成立。
- 『水浴のディアナ』　フランソワ・ブーシェ筆フランス -

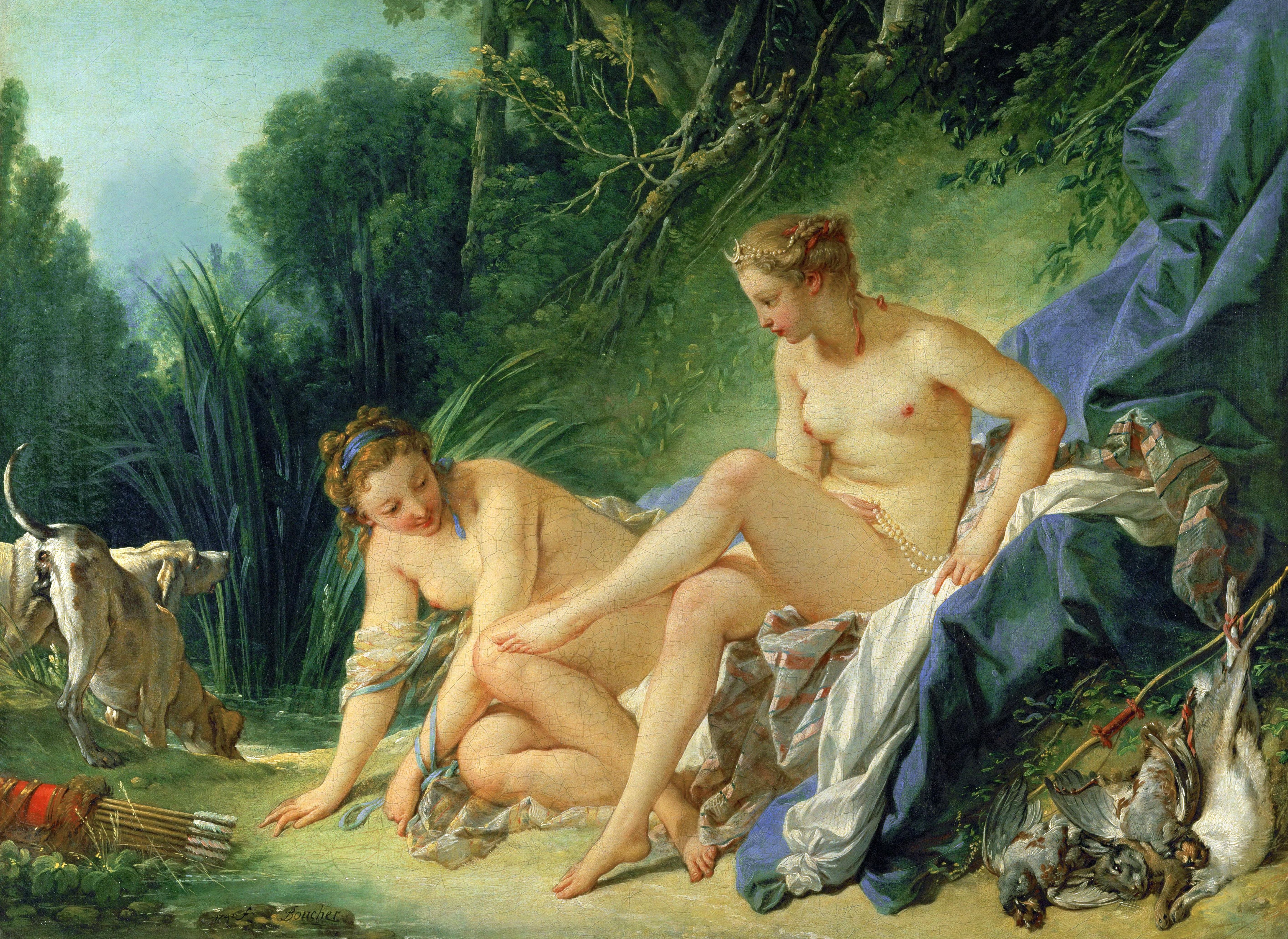
『水浴のディアナ』　フランソワ・ブーシェ筆

  - フランソワ・ブーシェが『水浴のディアナ』を完成。同年、サロン・ド・パリに出品する。
- ノルウェーの街モルデが勅許を得る。
- ドイツ -
  - アイゼナハにアイゼナハ宮殿（ドイツ語版）（独: Stadtschloss）が建設。
  - バヴァリア、ニュルンベルクにフリードリヒ・アレクサンダー大学エアランゲン＝ニュルンベルクが開設される。
- 教皇領 - カトリック教会が、儀式を（中国語ではなく）ラテン語で行うことを中国宣教の規則とすることを決定。
- オスマン帝国 - イルミセキザード・メフメト・サイード・パシャ（英語版）が、パリにオスマン帝国の大使として赴任[3]。
- 日本 - 
  - 勧進相撲が全面解禁[要出典]。
  - 二代目市川海老蔵と初代尾上菊五郎が江戸に下り、市村座に出る。
  - 与謝蕪村、師の早野巴人の死に伴い江戸を出る。その後10年ほどにわたり北関東・東北を遊歴する[4]。
- チベット - ダライ・ラマ7世のもとで『チベット大蔵経』、新ナルタン版テンギュルが完成[5]。ヘンリー・ミューレンバーグの像 フィラデルフィア・ルーテル神学校（英語版）
- 北アメリカ

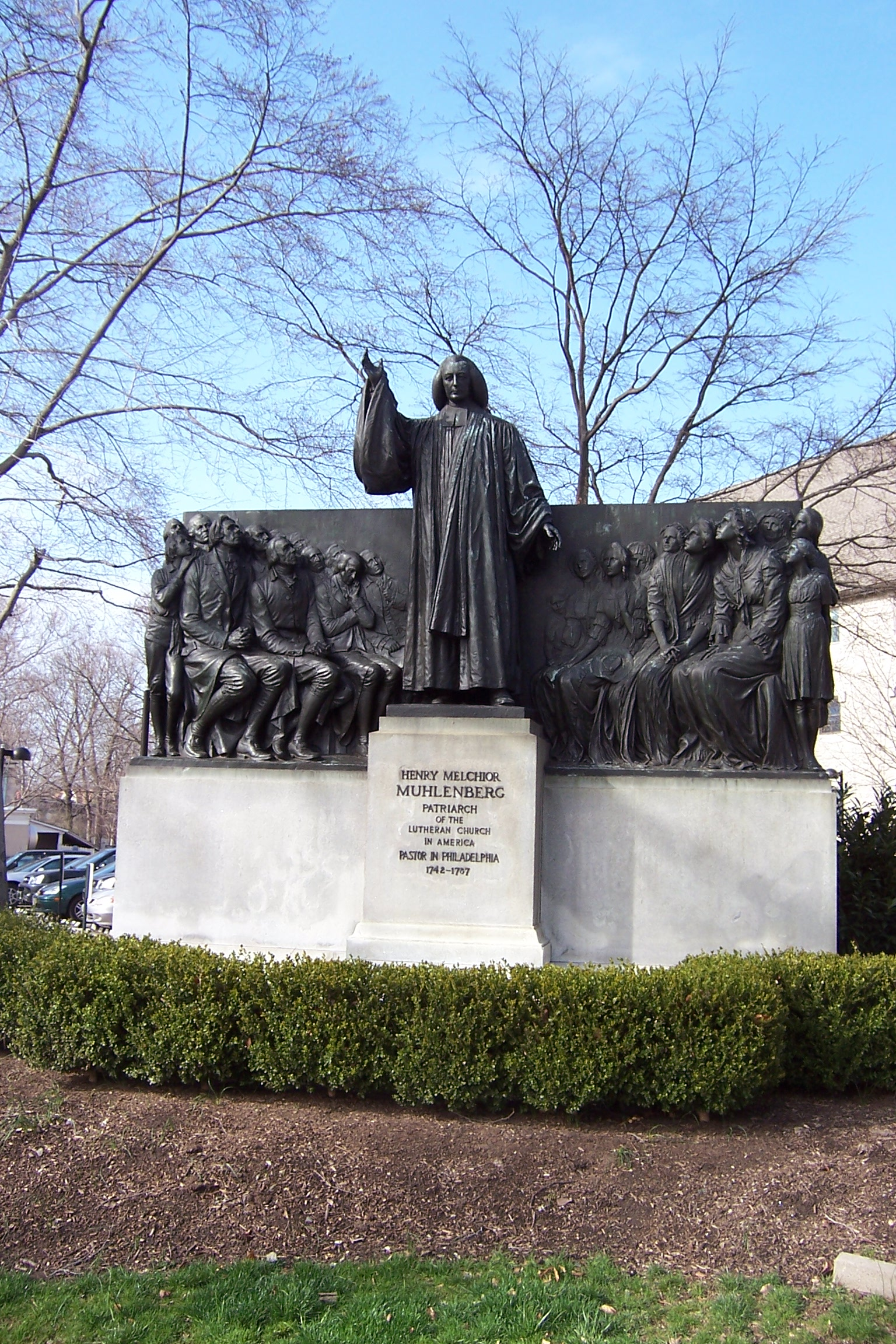
ヘンリー・ミューレンバーグの像 フィラデルフィア・ルーテル神学校

  - スペインが、フロリダ州のセントオーガスティンより南におよそ24キロに位置するマタンサス・インレット（英語版）に、マタンザス要塞（英語版）を築く。
  - ルーテル教会の牧師・宣教師のヘンリー・ミューレンバーグ（英語版）がペンシルベニア植民地の信徒の求めに従いドイツから渡米、同地に赴く。これにより、彼はアメリカ合衆国におけるルーテル教会の祖となった。

### 1月-3月
- 1月9日 - ロバート・ウォルポールがオーフォード伯爵位を得、第一大蔵卿と財務大臣を辞す。これによってウォルポールはイギリスの首相としての任期を終えた[6]。辞職は前年の総選挙によってホイッグ党が絶対的優位を失い、政権不安定になっていたことによるもの。また、5日後に正式に首相職を退いた時点で、ウォルポールの首相在任期間は20年と314日間であった。これは、イギリスの首相の1期としては史上最長、通算在任日数としても未だ記録を破られていない。初代ウィルミントン伯爵スペンサー・コンプトン内閣が成立[要出典]。
- 1月14日 - 
  - エドモンド・ハレー死去。これに伴い、ジェームズ・ブラッドリーが王室天文官の後任に選ばれる。
  - ジョゼフ・フランソワ・デュプレクスがフランス王国からポンディシェリ（フランス領インド）の知事に任命される[7]。

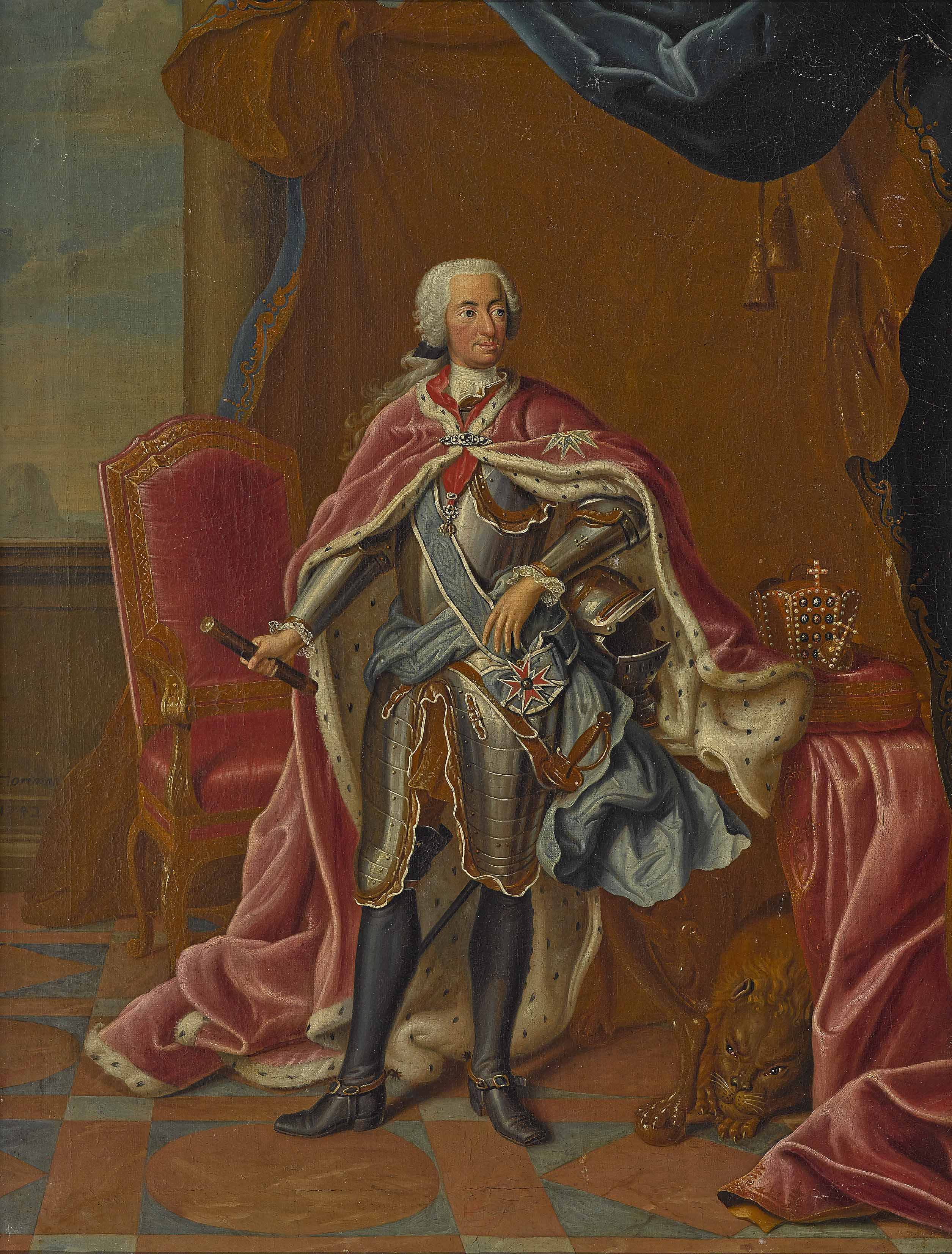
神聖ローマ皇帝カール7世　彼は1745年に病没し、皇帝の位をマリア・テレジアの夫、フランツ・シュテファンに明け渡すこととなる。

- 神聖ローマ皇帝カール7世　彼は1745年に病没し、皇帝の位をマリア・テレジアの夫、フランツ・シュテファンに明け渡すこととなる。1月24日 - カール7世が神聖ローマ帝国皇帝位を得る[8]。
- 1月28日? - 庶民院（英語版）がチッペナム選挙区（英語版）での不正操作疑惑について採決[9]。これはロバート・ウォルポールに対する不信任決議となり、彼は辞任することになる[10]。

- 2月12日 -
  - 第2代グランヴィル伯爵ジョン・カートレットが北部担当国務大臣に就任。以降、彼がカートレット内閣における指導的立場を担うことになる。
  - 神聖ローマ皇帝カール7世が、フランクフルトで戴冠式を挙げる。戴冠はカールの弟でケルン大司教のクレメンス・アウグストが行った。
- 2月15日 - オーストリア継承戦争、第一次シュレージエン戦争：ディートリヒ・フォン・アンハルト＝デッサウ指揮下のプロイセン・ザクセン・フランス連合軍が、モラヴィアのイグラウ（現在のイフラヴァ）を占領。フランスとザクセンはこの時点で、両国のプロイセンに対する義務が履行されたことを宣言し、フランス軍は撤退した[11][12]。
- 2月16日 - 初代ウィルミントン伯爵スペンサー・コンプトンがイギリス首相（カートレット内閣）に就任。
- 2月20日（寛保2年1月16日） - 大坂で2代目市川海老蔵、『雷神不動北山櫻』の「毛抜」（歌舞伎）を初演。旧暦7月まで大入りとなった[13]。
- 2月22日 - ヘンリー・フィールディングがロンドンで、ピカレスク小説『ジョゼフ・アンドリュース』を匿名で発表。「初版……（ロンドン市内の）書店に届く[14]」
- 3月15日 -
  - デンマークがフランスとの間に和親条約(Treaty of friendship)を結ぶ。1739年にイギリスと結んだ和親条約が期限切れとなった翌日のことであった[15]。
  - ヴェランドリエ兄弟が、フランス国王の名においてサウスダコタの領有を宣言[16]。
- 3月29日 - ポーランド王スタニスワフ・アウグスト・ポニャトフスキがリトアニア大公として、リトアニアの首都ヴィリニュス在住のユダヤ人に対し、ピリエス通り（英語版）とガルベス通りの両公道以外の市内の居住・転居の自由を認める布告を行う[17]。

### 4月-6月

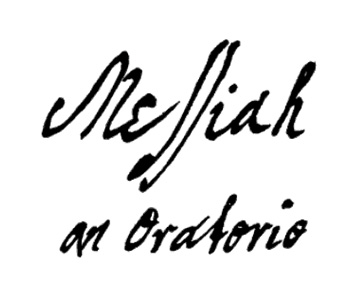
ヘンデルの自筆による『メサイア』のタイトル　1741年

- 4月 - 朝鮮で全国的に熱病が流行、死者多数[7]。
- 4月13日 - ヘンデル、オラトリオ『メサイア』をダブリン、聖パトリック大聖堂で初演。
- 5月5日（寛保2年4月1日） - 徳川吉宗のもと、法典『公事方御定書』の下巻、『御定書百箇条』が成り、『公事方御定書』が一応の完成をみる。これは、司法・警察関連法規・刑法・訴訟法を編纂したもの[13]。その後も改訂が進められ、宝暦4年（1754年）に最終的な形となった[18]。
- 5月17日 - オーストリア継承戦争、第一次シュレージエン戦争：コトゥジッツの戦い。ボヘミアのコトゥジッツで、フリードリヒ大王のプロイセン軍がオーストリア軍を破る。実質的にはこの戦いが大王が軍指揮官として経験した初めての戦いとなった[19]。
- 5月24日 - オーストリア継承戦争：ザハーイの戦い。ボヘミア南部のザハーイ（英語版）で、フランス軍がオーストリア軍を破る。

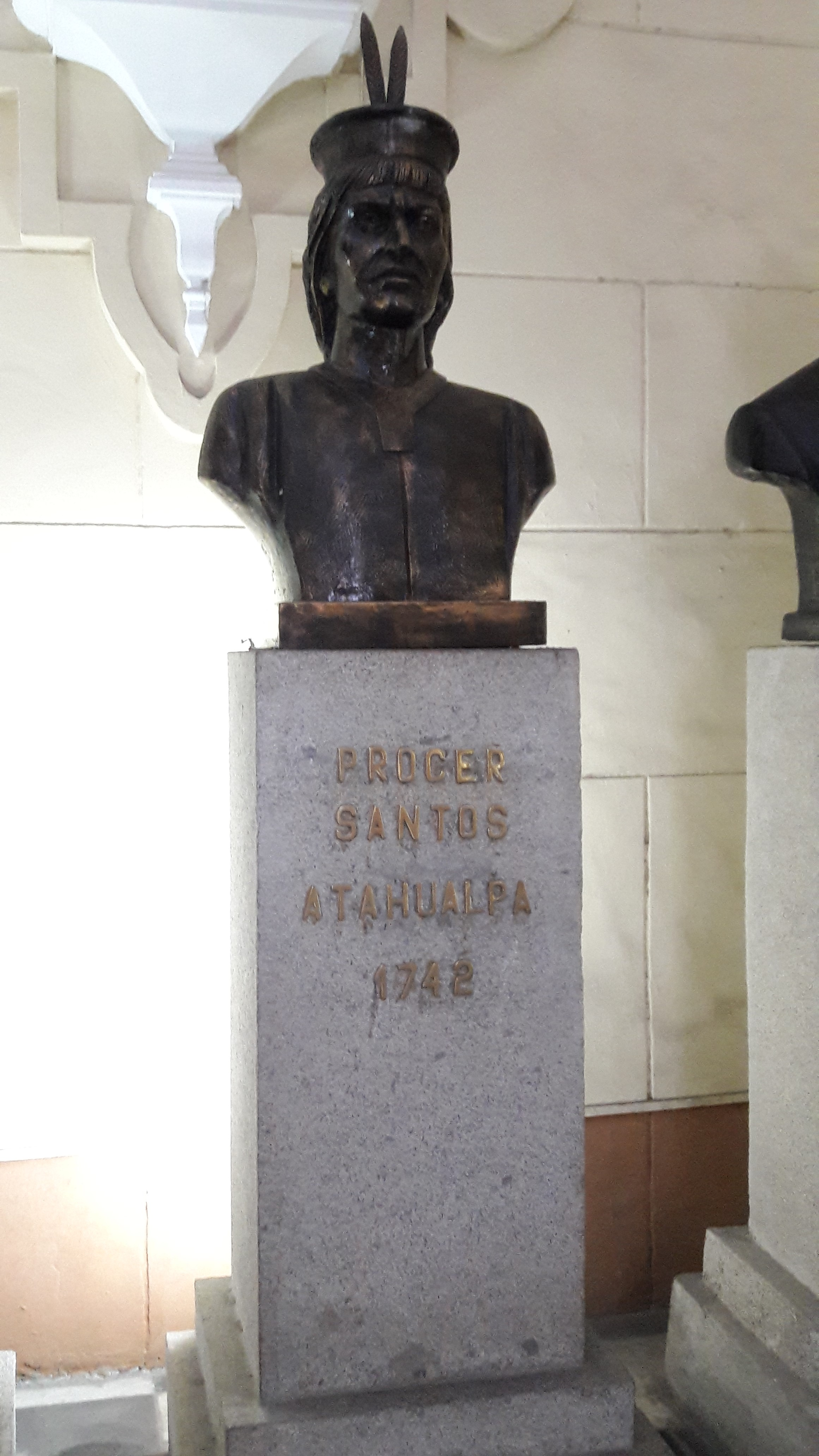
フアン・サントス・アタワルパの胸像　リマ

- フアン・サントス・アタワルパの胸像　リマ5月 - ペルー副王領でフアン・サントス・アタワルパ（英語版）がアタワルパ2世を名乗り、ペルー・アンデス東斜面でスペインの支配に対する抵抗を開始（～1756年）[8]。神父ドミンゴ・ガルシアは、この蜂起についての最初の報告書を同年6月2日に上申している[20][21]。
- 6月3日（寛保2年5月1日） - 九州から東北までの日本列島の広い範囲で皆既日食が観測された[22]。
- 6月7日 - クリスティアン・ゴルトバハが、レオンハルト・オイラーとの書簡のなかで「ゴールドバッハの予想」（全ての2よりも大きな偶数は2つの素数の和として表すことができる）について初めて言及する[23]。
- 6月11日 - ブレスラウ条約。オーストリアがプロイセンにシレジアを割譲[8]。
- 6月20日 - イズミルが火事で破壊[24]。

### 7月-9月
- 7月 - 江戸幕府によって、御触書をまとめた法令集（のちに『御触書集成』と命名）の編纂始まる[7]。
- 7月10日 - ジェンキンスの耳の戦争：ブラッディ・マーシュの戦い。ジョージア植民地で、イギリス軍がマヌエル・デ・モンティアノ（英語版）率いるスペイン軍を撃退。
- 7月14日 - ウィリアム・パルトニーが初代バース伯爵に叙勲。
- 8月17日 -
  - フランス兵10名を伴ったフレンチ領ルイジアナのチョクトー族がトンビグビ川（英語版）を渡り、ジョージア植民地にあるチカソー族の集落を略奪する[25]。以後3日の間に、チョクトー側は50名、チカソー側は25名の犠牲を出した。この襲撃を許可したフランス領ルイジアナ総督ジャン=バティスト・ル・モワイヤン・ド・ビエンヴィユ（英語版）は、後日パリに召喚された。
  - アイルランドの詩人で作家のジョナサン・スウィフトが、「不安定な精神と記憶力」（痴呆）とする勧告を裁判所から受ける。スウィフトは3年後の1745年に亡くなるまで、監禁状態での自宅療養を余儀なくされた[26]。
- 8月19日 -
  - 代将ウィリアム・マーティン（英語版）が戦列艦3隻、フリゲート2隻、臼砲艦4隻を率いてナポリに入港、ナポリ王カルロ7世（のちのスペイン王カルロス3世）に、30分以内にスペイン軍の編成からナポリの兵を除くことを迫るメッセージを送る。ドン・カルロスはこの案を受け入れた。これによって、スペインがイタリアを足がかりとするという、イギリスにとっての脅威を打ち消すことになった[27]。

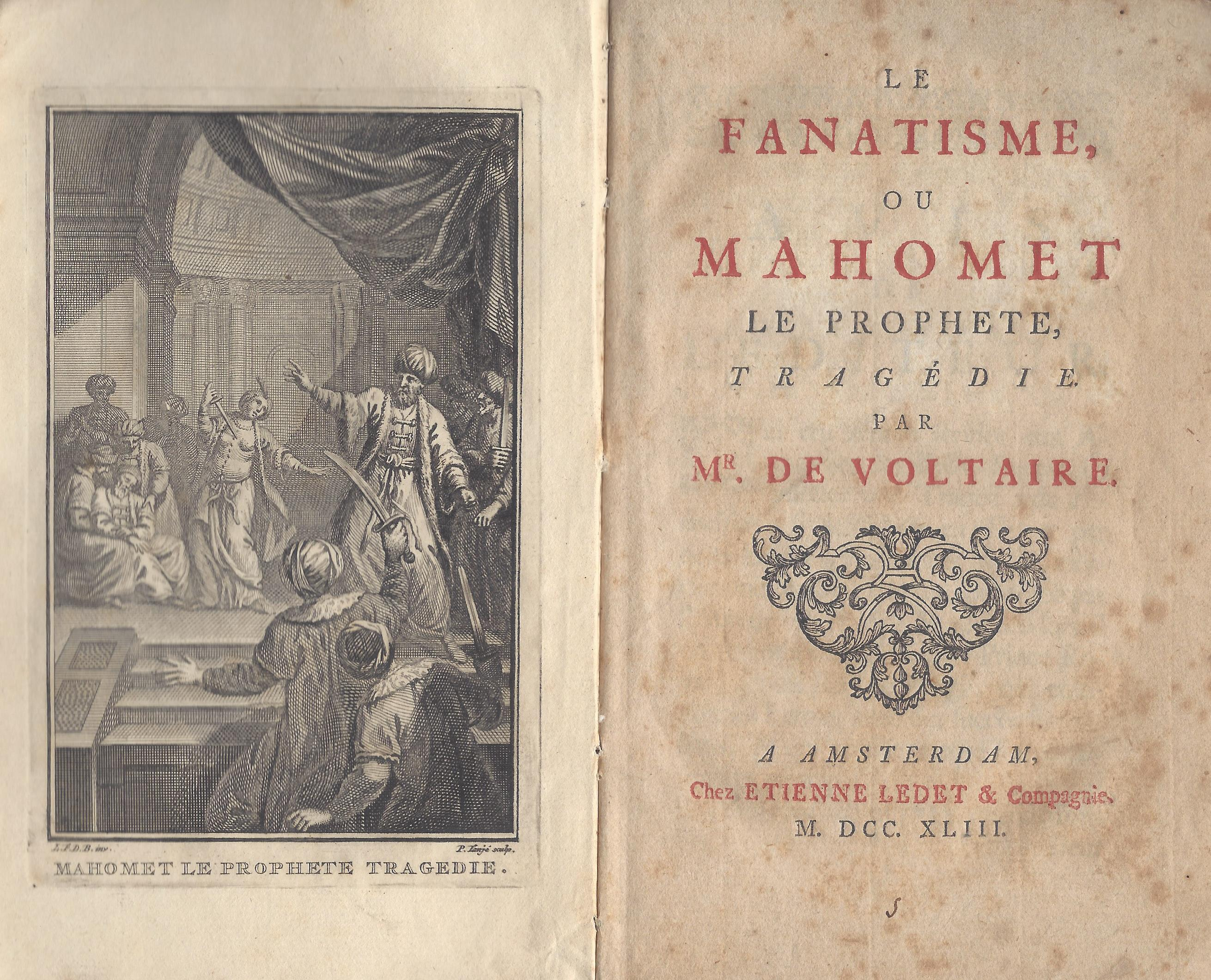
『狂信、あるいは預言者マホメットについて』　1743年版

  - 『狂信、あるいは預言者マホメットについて』　1743年版パリでヴォルテールの演劇『狂信、あるいは預言者マホメットについて（英語版）』初演。劇場はフランスの貴族で満席となった[28]。
- 8月20日 - ハット党戦争：ヘルシングフォシュ（現在のヘルシンキ）でスウェーデン軍の兵17,000人がロシア帝国に投降、これによって戦争が事実上終結[29]。
- 8月27日 - 提督ジョージ・アンソンの戦列艦センチュリオンが、船内で病気が蔓延しながらもテニアン島（現アメリカの自治領）にたどり着く。これによって、アンソン一行は世界周航を続行できた[30]。
- 8月30日 - ライプツィヒ近郊のクラインチョハー村で、ヨハン・ゼバスティアン・バッハの世俗カンタータ『わしらの新しいご領主に』（通称『農民カンタータ』）が初演される。
- 8月 - イギリス、ハートフォードシャーでロイストン洞窟（英語版）が再発見。
- 旧暦7月下旬 - 日本、信濃で戌の満水（千曲川の洪水)。松代・上田・小諸に被害[13]。
- 旧暦8月上旬 - 日本、寛保二年江戸洪水（暴風雨による関東地方大水害)[31]。溺死者3,800人とも[13]。
- 9月5日 - 大北方探検（英語版）の生存者46人がペトロパブロフスク・カムチャツキーに帰還。ベーリング海峡で座礁してから10ヶ月後のことであった。彼らは同年8月21日に聖ピョートル号の残骸から新しく船を完成させていた[32]。
- 9月16日 - ロンドンで捨子養育院（英語版）が着工[33]。設計はセオドア・ジェイコブセン（英語版）。西棟は1745年に、東棟は1752年に完成。

### 10月-12月
- 10月5日 - 
  - 第5代フエンクララ伯爵ペドロ・セブリアン・イ・アウグスティン（英語版）がベラクルスに到着、ヌエバ・エスパーニャ副王に就任する[34]。
  - ペンシルベニア植民地総督のジョージ・トマスが、ランカスター郡、ならびにブルーマウンテン以西に定住することを禁止[35]。
- 旧暦9月 - 幕府が、江戸市中で富士山の加持水を薬の代替として病人に服用させることを取り締まる[36]。
- 11月13日 - デンマーク王立科学文学アカデミー（英語版）創立。
- 11月18日 - カール・ペーター・ウルリヒ（のちにロシア皇帝ピョートル3世）が東方正教に改宗し、ピョートル・フョードロヴィチを名乗る[37]。

## 誕生
- 3月14日 - アーガー・モハンマド・シャー、ガージャール朝初代シャー（+ 1797年）
- 3月28日 - ヨハン・ダビット・ウィース、児童文学作家（+ 1818年）
- 4月14日 - ピウス7世、第251代ローマ教皇（+ 1823年）
- 4月24日 - ロマン・ホフシュテッター、作曲家（+ 1815年）
- 5月8日 - ヤン・クシチテル・クルンプホルツ、作曲家・ハープ奏者（+1790年）
- 5月23日（寛保2年4月19日） - 伊達重村、第7代仙台藩主（+ 1796年）
- 6月16日 - アーサー・ミドルトン、アメリカ独立宣言署名者（+ 1787年）
- 6月28日 - ウィリアム・フーパー、アメリカ独立宣言署名者（+ 1790年）
- 7月14日 - ジェイムズ・ウィルソン、アメリカ独立宣言署名者・アメリカ合衆国連邦最高裁判所陪席判事（+ 1798年）
- 8月7日 - ナサニエル・グリーン、アメリカ独立戦争における大陸軍の少将（+ 1786年）
- 9月14日 - ジェイムズ・ウィルソン、アメリカ独立宣言署名者（+ 1798年）
- 9月19日 - ロシャンブロワーズ・キュキュロン・シカール、ろう教育者（+ 1822年）
- 12月8日 - ジャン＝マテュー・フィリベール・セリュリエ、フランス帝国元帥（+ 1819年）
- 12月9日 - カール・ヴィルヘルム・シェーレ、化学者（+ 1786年）
- 12月16日 - ゲプハルト・レベレヒト・フォン・ブリュッヘル、プロイセン陸軍の元帥（+ 1819年）
- 月日不明 - 
  - 飯田義山[38]、書家・スーパーセンテナリアン（+ 1859年）
  - 等順、天台宗の僧侶、大僧正（+ 1804年）

## 死去
- 1月25日 - エドモンド・ハレー、天文学者、数学者、物理学者（* 1656年）
- 7月1日 - ボフスラフ・チェルノホルスキー、チェコの作曲家、オルガン教師（* 1684年）
- 7月12日 - エヴァリスト・ダッラーバコ、作曲家・ヴァイオリニスト（* 1675年）
- 12月31日 - カール3世フィリップ、プファルツ選帝侯（* 1661年）